# Osone
L'Osone  è un canale della Lombardia che scorre nella provincia di Mantova, nella zona dell'Alto Mantovano.
Nasce ad Est di Castel Goffredo e confluisce dopo 35 km nel Mincio a Grazie di Curtatone, dopo aver attraversato il territorio dei comuni di Castel Goffredo, San Martino Gusnago e Castellucchio.

## Storia
Trovasi citato in "Cartula Donationis Pro Anima" del 13 giugno 765 tra le donazioni ricevute dal Monastero di San Salvatore e Santa Giulia di Brescia:
(...omissis...) curte mea domocultile quam habere visus sum in Gosenagio, prope fluvium Alisionem (...omissis...).
Il tratto finale del torrente Osone è stato notevolmente modificato. Il progetto originario, del Pitentino, risale ai tempi dei Bonacolsi, antichi Signori di Mantova (circa il 1300).
 
A circa 2 km. ad est di Castellucchio, il torrente Osone trova un'opera idraulica che divide il corso delle acque. L'Osone Vecchio fu deviato verso Nord, fino a immettersi direttamente nel Lago Superiore, poco sopra alle Grazie; l'Osone Nuovo invece venne incanalato verso sud, fino alla "Rocca di Montanara" per poi risalire a nord fino a gettarsi nel Lago Superiore, a Curtatone in località “Quattro venti”.
Le opere idrauliche della Rocca di Montanara, in vista di periodi bellici, avrebbero riversato le acque dell'Osone nell'antica depressione (Paleoalveo) del Mincio, formando la cintura idrica del Serraglio mantovano, fino a sfociare nel Po, nei pressi di Borgoforte. Alcune chiuse (chiaviche) lungo il corso, avrebbero allagato e reso paludoso il lato Ovest del territorio mantovano.

## Fauna
La fauna ittica presente è costituita da lucci, vaironi e alborelle.

## Curiosità
Nella zona a est di Castel Goffredo è possibile effettuare un percorso cicloturistico di circa 7  km, ricca di risorgive.